# Triaenodes odysseus
Triaenodes odysseus là một loài Trichoptera trong họ Leptoceridae. Chúng phân bố ở miền Australasia.